# Seznam dílů seriálu Křižovatka smrti
Toto je seznam dílů seriálu Křižovatka smrti.

## Přehled řad
| Řada | Díly | Premiéra v USA  | Premiéra v USA | Premiéra v ČR  | Premiéra v ČR  |
| Řada | Díly | První díl       | Poslední díl   | První díl      | Poslední díl   |
| ---- | ---- | --------------- | -------------- | -------------- | -------------- |
| 1    | 13   | 31. března 2016 | 20. srpna 2016 | 11. dubna 2017 | 23. dubna 2017 |

## Seznam dílů

### První řada (2016)
| Č. v seriálu | Původní název                                         | Český název               | Režie          | Scénář                                                                              | Premiéra v USA    | Premiéra v ČR  |
| ------------ | ----------------------------------------------------- | ------------------------- | -------------- | ----------------------------------------------------------------------------------- | ----------------- | -------------- |
| 1            | Pilot                                                 | Dopravní špička           | Jon Turteltaub | námět: Ross LaManna scénář: Bill Lawrence, Blake McCormick, Jim Kouf a Ross LaManna | 31. března 2016   | 11. dubna 2017 |
| 2            | Two Days or the Number of Hours Within that Timeframe | Osmačtyřicet hodin        | Peter Weller   | Blake McCormick                                                                     | 7. dubna 2016     | 12. dubna 2017 |
| 3            | Captain Cole's Playlist                               | Playlist kapitána Coleové | Sylvain White  | Brian Chamberlayne a Steve Franks                                                   | 14. dubna 2016    | 13. dubna 2017 |
| 4            | LA Real Estate Boom                                   | Realitní boom v L.A.      | Jimmy Muro     | Cindy Fang                                                                          | 21. dubna 2016    | 14. dubna 2017 |
| 5            | Assault on Precinct 7                                 | Útok v sedmém okrsku      | John Putch     | Trey Callaway                                                                       | 28. dubna 2016    | 15. dubna 2017 |
| 6            | Welcome Back, Carter                                  | Vítej zpět, Cartere       | Steve Boyum    | Brittany Hilgers a Krystal Houghton-Ziv                                             | 5. května 2016    | 16. dubna 2017 |
| 7            | Badass Cop                                            | Drsnej polda              | Steve Boyum    | Steve Franks                                                                        | 12. května 2016   | 17. dubna 2017 |
| 8            | Wind Beneath My Wingman                               | Svědkyně v ohrožení       | Maja Vrvilo    | Krystal Houghton Ziv                                                                | 19. května 2016   | 18. dubna 2017 |
| 9            | Prisoner of Love                                      | Vězeň lásky               | John Badham    | Trey Callaway                                                                       | 23. července 2016 | 19. dubna 2017 |
| 10           | Knock, Knock... House Creeping!                       | Příběh sériového vraha    | James Roday    | Carlos Jacott                                                                       | 30. července 2016 | 20. dubna 2017 |
| 11           | O Hostage! My Hostage!                                | Rukojmí                   | Steve Boyum    | Brian Chamberlayne                                                                  | 6. srpna 2016     | 21. dubna 2017 |
| 12           | The Dark Night                                        | Temná noc                 | Stephen Herek  | Blake McCormick                                                                     | 13. srpna 2016    | 22. dubna 2017 |
| 13           | Familee Ties                                          | Rodinná pouta             | John Putch     | Trey Callaway a Carlos Jacott                                                       | 20. srpna 2016    | 23. dubna 2017 |